# Cowboy Casanova
«Cowboy Casanova» es una canción country de la artista estadounidense Carrie Underwood. La canción fue escrita por Mike Elizondo, Brett James y coescrita por la misma Underwood. Fue lanzada el 14 de septiembre de 2009 por Arista Nashville como el primer sencillo del tercer álbum de estudio de Underwood, Play On. La canción ha vendido más de 1,864,000 copias, convirtiéndose en el tercer sencillo más vendido de Underwood hasta la fecha, detrás de “Jesus, Take the Wheel” y “Before He Cheats”.
La canción recibió críticas positivas por parte de los críticos y se convirtió en la canción country que subió más rápido en las listas. También se convirtió en el octavo sencillo número uno en los Estados Unidos. El sencillo fue certificado Platino por la RIAA el 1 de enero de 2010. La canción le dio a Underwood el título de la artista country con más canciones en la lista de los diez primeros en los 2000’s (década), en la cual empata con Reba McEntire.

## Antecedentes y grabación
Luego de que su “Carnival Ride Tour” haya concluido en febrero de 2009, Underwood comenzó a escribir canciones para su nuevo álbum. Ella colaboró con un número notable de productores como Brett James, uno de los tres coescritores de su sencillo “Jesus, Take the Wheel”, y con Mike Elizondo, quien ya había colaborado con Eminem y con Dr. Dre. Elizondo llegó al estudio con la melodía de la canción, y Underwood con James escribieron la letra." James luego sugirió Cowboy Casanova como el título para la canción, y la letra hablaba sobre un personaje que era “el diablo en persona”. En una entrevista con CMT Underwood dijo,

”Pienso que para cualquier mujer, esta canción les contaría una historia sobre alguien que conocen o que conocieron o que intentó acercárseles en un bar”. “Y que, aunque no estemos con él, sabemos cómo es y le advertimos a las demás sobre él.”"

Una versión incompleta de la canción se filtró en internet el 2 de septiembre de 2009 luego de haber recibido cobertura de radio por parte de KMPS-FM en Seattle. La disquera de Underwood se apresuró y subió la versión completa en la cuenta de Underwood de Youtube el 3 de septiembre de 2009. La canción estuvo disponible para su descarga el 14 de septiembre de 2009.

## Posicionamiento en las listas

### Semanales
| Listas (2009–2010)                 | Posiciones |
| ---------------------------------- | ---------- |
| Canadá (Canadian Hot 100)          | 16         |
| Estados Unidos (Billboard Hot 100) | 11         |
| Estados Unidos (Hot Country Songs) | 1          |
| Estados Unidos (Adult Top 40)      | 21         |

| Listas (2009)                | Posiciones |
| ---------------------------- | ---------- |
| US Country Songs (Billboard) | 45         |

| Región                | Certificación | Ventas    |
| --------------------- | ------------- | --------- |
| Estados Unidos (RIAA) | Platino       | 1 864 000 |